# تكميم قانوني
في الفيزياء، يعد التكميم القانوني (بالإنجليزية: Canonical quantization)‏ إجراءً لتكميم نظرية كلاسيكية، مع محاولة الحفاظ على البنية الشكلية، مثل التناظر، للنظرية الكلاسيكية، إلى أقصى حد ممكن.
تاريخيًا، لم يكن هذا طريق فيرنر هايزنبيرغ تمامًا للحصول على ميكانيكا الكم، لكن بول ديراك قدمه في أطروحة الدكتوراه عام 1926، «طريقة القياس الكلاسيكي» للتكميم، ووصفها بالتفصيل في نصه الكلاسيكي. نشأت كلمة قانوني من نهج هاملتوني للميكانيكا الكلاسيكية، حيث يتم إنشاء ديناميكيات النظام عبر أقواس بواسون القانونية، وهي بنية يتم الحفاظ عليها جزئيًا فقط في التكميم القانوني.
تم استخدام هذه الطريقة أيضًا في سياق نظرية الحقل الكمومي من قبل بول ديراك، في بنائه للكهروديناميكا الكمية. في سياق نظرية المجال، يُطلق عليه أيضًا التكميم الثاني للحقول، على عكس التكميم الأول شبه الكلاسيكي للجسيمات المفردة.